# 班戈县
班戈县（藏語：དཔལ་མགོན་རྫོང，威利转写：dpal mgon rdzong，藏语拼音：Baingoin Zong）是中華人民共和國西藏自治区那曲市的一個縣。旧称朗如宗（藏語：གནམ་རུ་རྫོང，威利转写：gnam ru rdzong，意思是天队县）。因境内有班戈措（藏語：བྲང་ཁོག་མཚོ，威利转写：brang khog mtsho，意思是胸腔湖），1959年成立班戈县。县名里的「班戈」藏语意为「吉祥保护神」。
位于纳木错、色林错两湖之间。县政府驻普保镇（藏語：ཕུ་བུར，威利转写：phu bur）。

## 行政区划
班戈县下辖4个镇、6个乡：
普保镇、北拉镇、德庆镇、佳琼镇、尼玛乡、保吉乡、青龙乡、马前乡、门当乡和新吉乡。

## 人口
根據那曲市第七次全國人口普查主要數據公報顯示：截止2020年11月1日零時，班戈縣常住人口為39309人。

## 交通
- 317国道、 562国道、 692国道